# Gut Röttgen

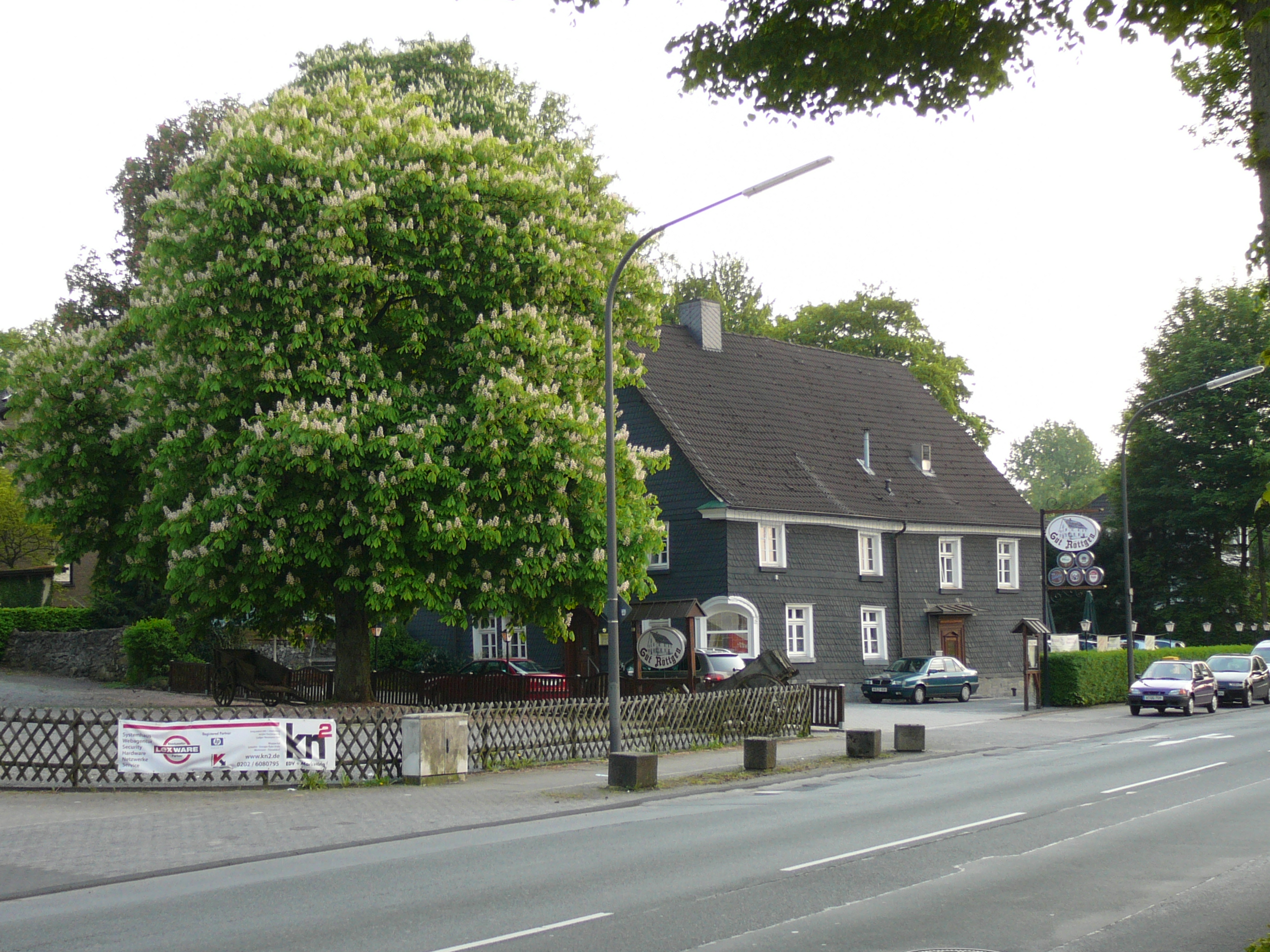
Gut Röttgen

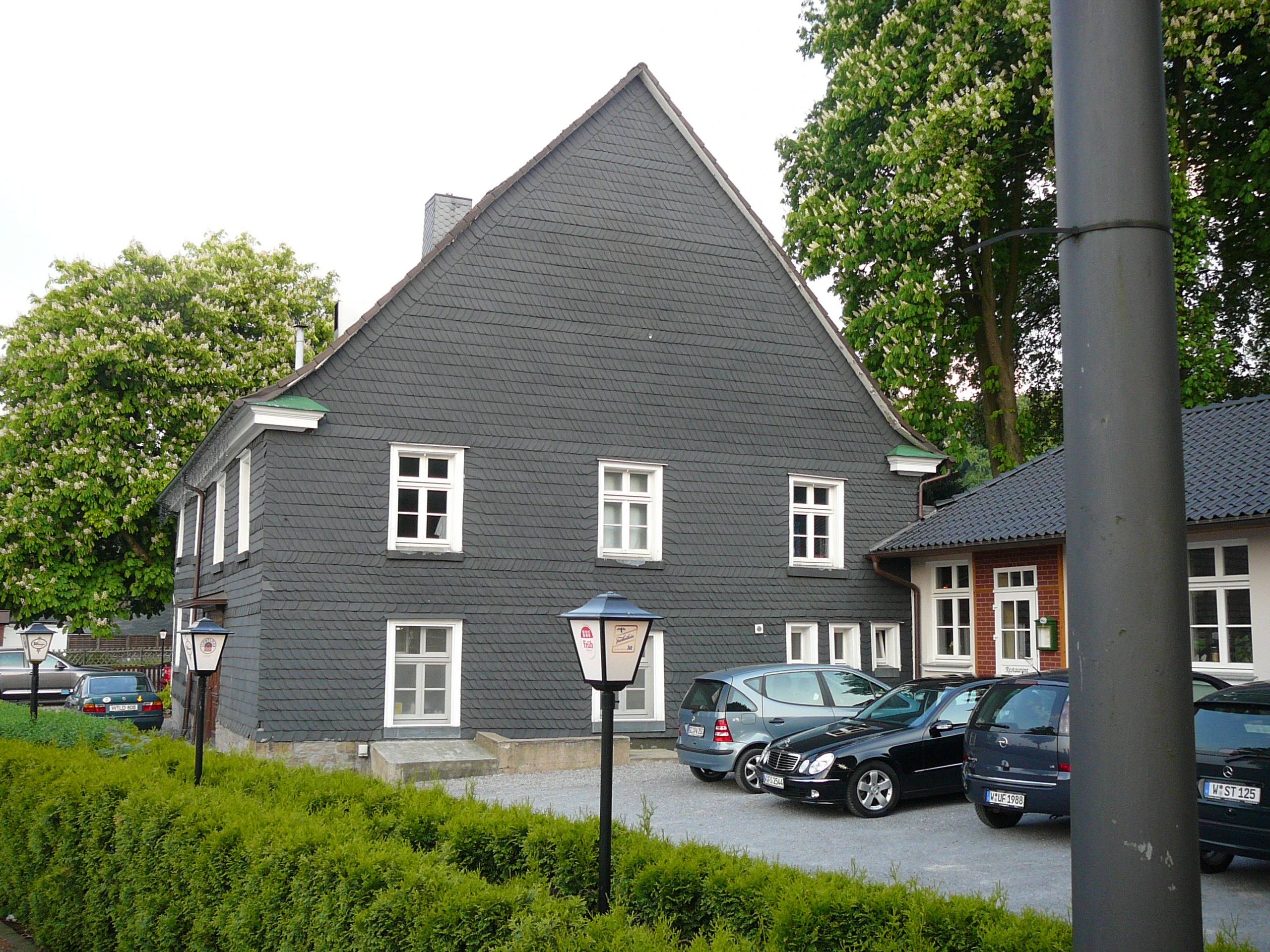
Gut Röttgen, westliche Giebelwand

Das Gut Röttgen ist ein unter Denkmalschutz stehendes ehemaliges Gutshaus im Wuppertaler Stadtbezirk Langerfeld-Beyenburg (Schwelmer Straße 200) am Fuß des Ehrenbergs.

## Baubeschreibung
Das zweigeschossige Haupthaus wurde in Fachwerkbauweise mit verschieferten Fassaden errichtet und mit einem ausgebauten Satteldach versehen.
Die Fassade der Schauseite zur Straße hin ist vierachsig angelegt. Im Erdgeschoss befindet sich neben einer Hauseingangstüre mit einer Verdachung, eine heute teilweise verschlossene Nische in der nordöstlichen Gebäudeecke. Die Fenster im Obergeschoss haben unterschiedliche Formate erhalten, was laut der unteren Denkmalbehörde auf verschiedene Bauphasen hinweist.
Die westliche Giebelwand ist dreiachsig gegliedert, wobei das Gliederungssystem im Untergeschoss rechts durch drei kleinformatige Fenster in horizontaler Reihung unterbrochen wird.
Die östliche Giebelwand mit dem Eingang zum Ladenlokal in der Mittelachse ist dreiachsig ausgeführt, wobei später links im Erdgeschoss ein weiteres Fenster hinzugefügt wurde.
An der Rückseite des Gebäudes, im Südwesten und Süden, wurden zwei eingeschossige Anbauten ausgeführt, die zum Teil als Erweiterung des Gastraumes dienen.

## Geschichte
Gut Röttgen wurde erstmals im 17. Jahrhundert urkundlich erwähnt und im 18. Jahrhundert als Milchhof betrieben.
Das bestehende Haupthaus wurde zu Beginn des 19. Jahrhunderts erbaut an der alten Verbindungsstraße zwischen Langerfeld und Schwelm gebaut und ist eines der ältesten erhaltenen Gebäude entlang dieser Ausfallstraße. 1885 lebten in Röttgen sieben Einwohner in einem Wohnhaus.
Das Gebäude wurde um 1890 erweitert und dient seitdem als Ausflugslokal und Gaststätte. In der ersten Hälfte des 20. Jahrhunderts lag unterhalb am Hang der Flugplatz Langerfeld. Am 13. Mai 1993 wurde das ursprüngliche Gutshaus als ein typisches Beispiel für die Baukunst des 19. Jahrhunderts unter Baudenkmalschutz gestellt.